# Limonade (drank)

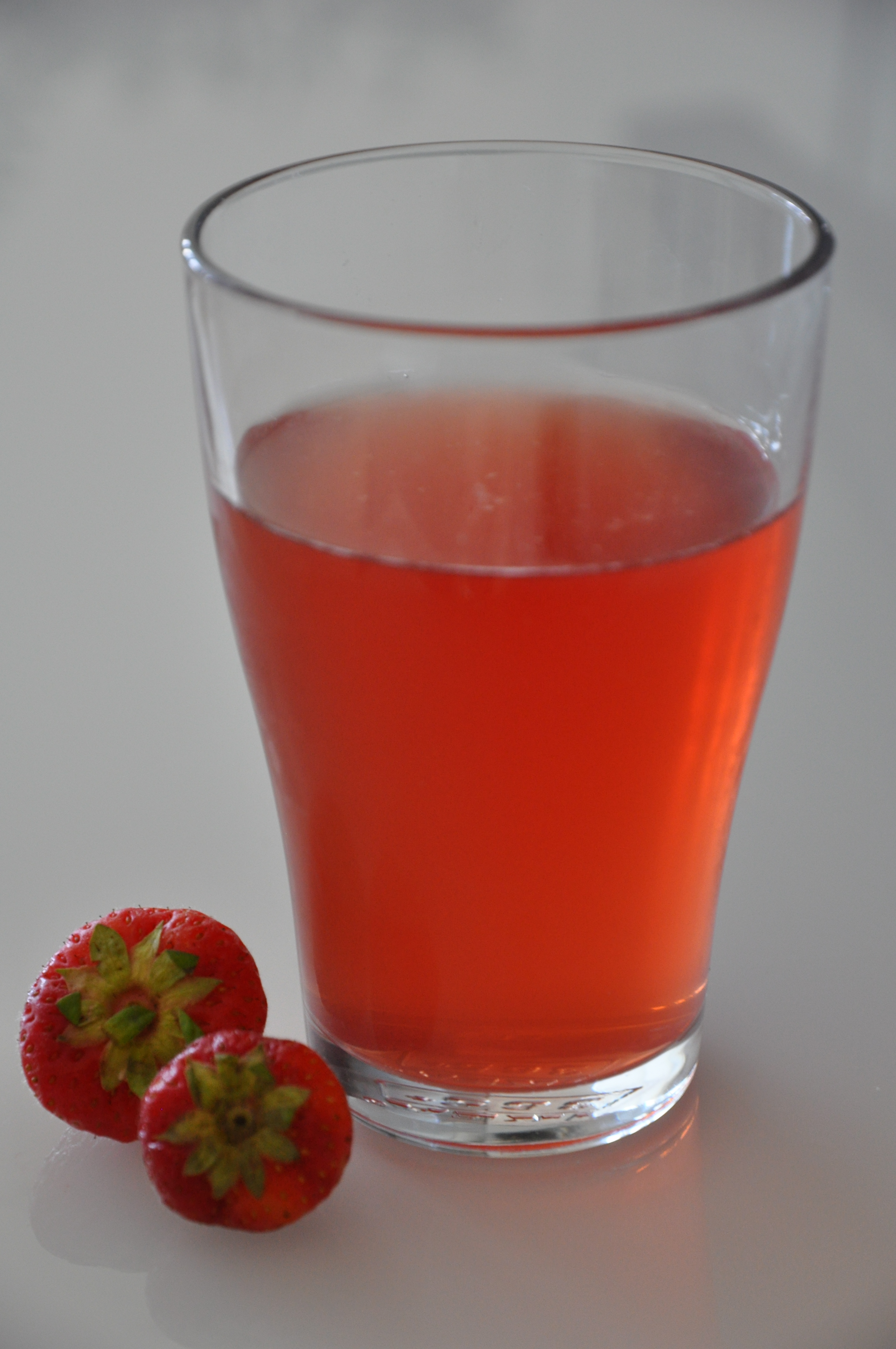
Een glas limonade met aardbeiensmaak

Limonade, aanmaaklimonade of ranja is een zoete drank die wordt gemaakt door een concentraat, limonadesiroop, aan te lengen met water. In België en het zuiden van Nederland worden onder de term limonade alle koolzuurhoudende vruchtendranken verstaan. Daarom spreekt men in delen van Nederland van aanmaaklimonade of van ranja (met name in het noorden van Nederland). Ranja is oorspronkelijk een merknaam van de Groningse bedrijf C.P. Polak Gzn, afgeleid van het Spaanse woord voor sinaasappel (naranja). Later werd ranja in delen van Nederland synoniem voor alle niet-koolzuurhoudende vruchtendranken. In Nederlands-Limburg en Noord-Brabant verstaat men onder limonade sinaasappeldrank met koolzuur. 
Oorspronkelijk werd er aangezoet citroenwater geproduceerd, dat de naam limonade (verwijzend naar de Latijnse naam voor de citroen, Citrus limon) droeg en er was een variant op sinaasappelbasis met de naam ranja. Beide termen worden nog wel gebruikt om diverse soorten smaken (fris)drank mee aan te duiden.

## Bereiding
Limonade wordt gemaakt door toevoeging van water aan geconcentreerd gezoet vruchtensap. Vruchtenlimonade moet ten minste 10% vruchtensap bevatten. Een andere vorm is limonadesiroop, die bestaat uit water, suiker en/of zoetstof, aroma, kleurstof, stabilisator en conserveringsmiddel en met veel water verdund dient te worden

## Wettelijke regeling
De samenstelling (suiker- en vruchtengehalte) en de benamingen van de diverse soorten limonade (limonade, vruchtenlimonade etc.) werden in Nederland jarenlang speciaal wettelijk voorgeschreven in het "Jam- en Limonadebesluit". Later werd de samenstelling meer algemeen in art. 7a van het Warenwetbesluit Gereserveerde aanduidingen geregeld.

## Suiker of zoetstof
Aan limonade kan naast suiker ook een zoetstof zijn toegevoegd. De zoetstof kan glucosestroop zijn. In de zogenaamde "light"-varianten is de suiker of glucose vervangen door een zoetstof met weinig energie-inhoud, zoals acesulfaam K (E950), aspartaam (E951), cyclaamzuur of natriumcyclamaat (E952), sacharine (E954) of uit de steviaplant gewonnen zoetstof (E960).

## Benaming
Limonade is een van oorsprong zeventiende-eeuwse Franse benaming voor een limoen- of  citroendrank met water en suiker. In het Nederlands is deze naam ook overgegaan op drankjes met andere vruchtensmaken zoals sinaasappel (ranja), granaatappel (grenadine) en pruim (Reine claude).

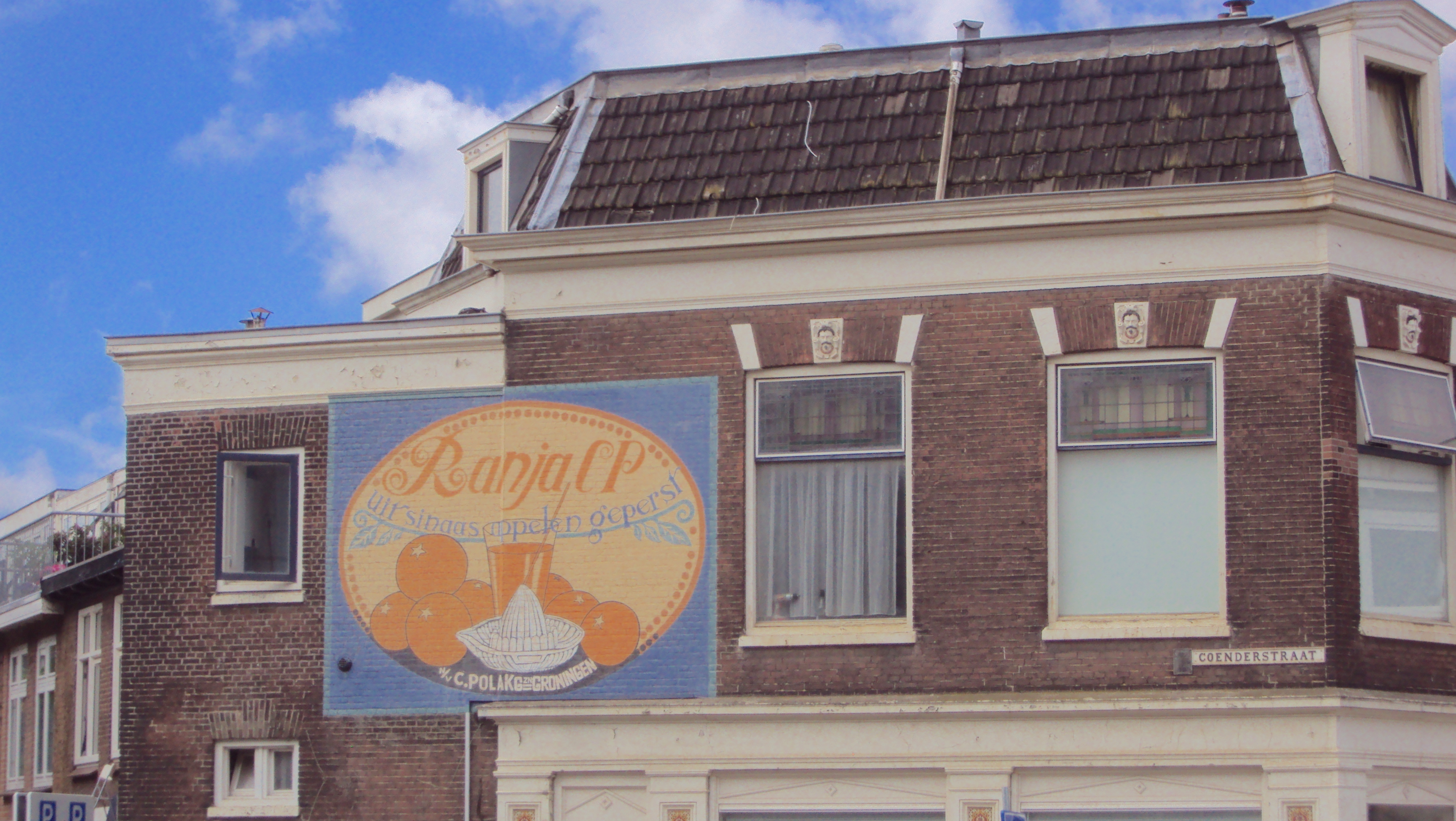
Muuradvertentie voor ranja

De naam 'orangeade' voor op vergelijkbare manier gemaakte drank met sinaasappelsap raakte in de vergetelheid en is vrijwel alleen terug te vinden in Nederland in het hedendaags taalgebruik als 'ranja'. Dat was overigens van oorsprong niet zozeer een afkorting van orangeade, als wel een merknaam, afgeleid van "naranja", het Spaanse woord voor sinaasappel. Ranja werd geproduceerd door CP, de firma C. Polak en zonen NV in Groningen en wordt op dit moment geproduceerd door Burg Groep uit Heerhugowaard. Naast 'Ranja' werd ook nog enige tijd 'Rojo' gemaakt, naar de rode kleur. Deze smaakte naar bosvruchten en werd rond 1960 in de markt gezet als 'het zusje van Ranja'. Een andere variëteit was 'Risso' met citroensmaak. Ranja werd in 2019 verworven door Heineken-dochter Vrumona door overname van 51% aandelen in Ranja B.V. van participatiemaatschappij Nederlands MerkGoed B.V.
In sommige delen van België is 'orangeade' in het algemeen synoniem voor een koolzuurhoudende frisdrank met sinaasappelsmaak, soms ook gewoon 'gele limonade' genoemd. De namen 'Ranja', 'Rojo' en 'Risso' worden in België niet gebruikt, behalve soms langs de grens met Nederland.

## Merken limonade
Merknamen voor limonade in Nederland zijn onder andere Cool Bear, Karvan Cevitam, Raak, Ranja, Roosvicee en Slimpie (een suikervrije variant). In België worden onder limonades de meeste frisdranken verstaan, zoals Fanta, Sprite, Orangina, 7Up en talloze huismerken.